# Monomorium libanicum
Monomorium libanicum är en myrart som beskrevs av Tohme 1980. Monomorium libanicum ingår i släktet Monomorium och familjen myror. Inga underarter finns listade i Catalogue of Life.